# Cucina campana

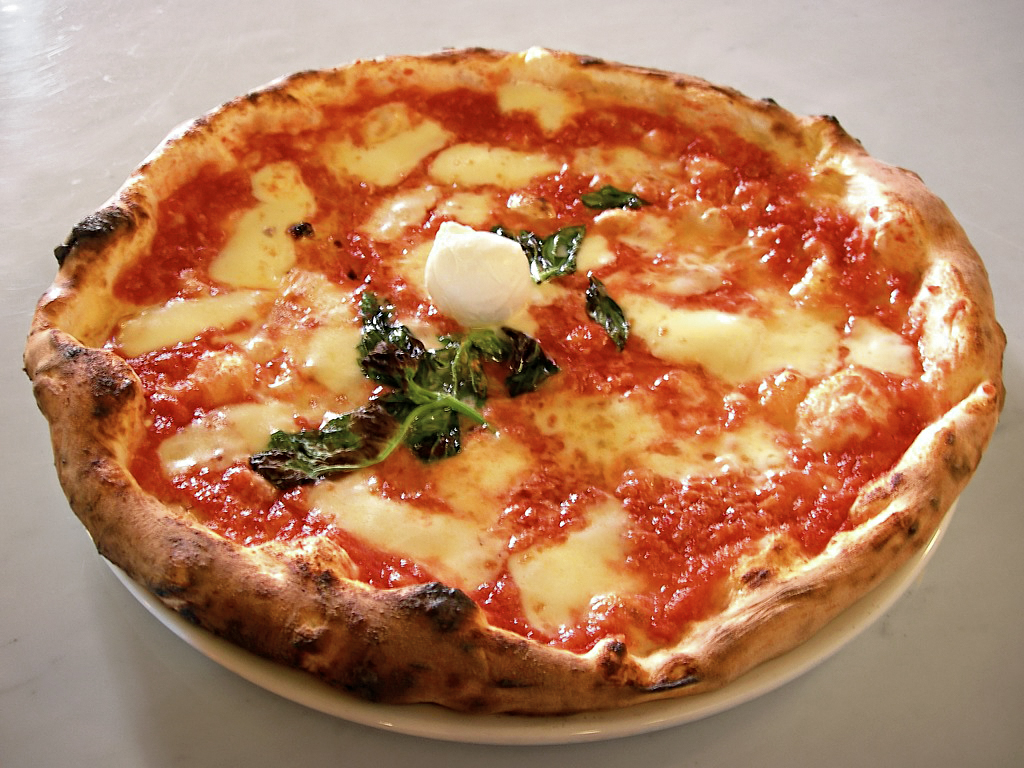
La pizza Margherita

La cucina campana è una tradizione culinaria regionale tra le più ricche e variegate d'Italia. Alcuni dei suoi piatti sono divenuti noti nel mondo, nati da una terra dalle particolari caratteristiche climatiche a cui si è sommato, nel corso dei millenni, l'opera fertilizzante dei numerosi vulcani presenti sul territorio. Territorio importante della dieta mediterranea e patria della pizza, della pasta campana, della salsa di pomodoro, della mozzarella di bufala, oltre che di molte altre specialità gastronomiche, alcune delle quali conosciute anche al di fuori dell'Italia.

## Eccellenze gastronomiche

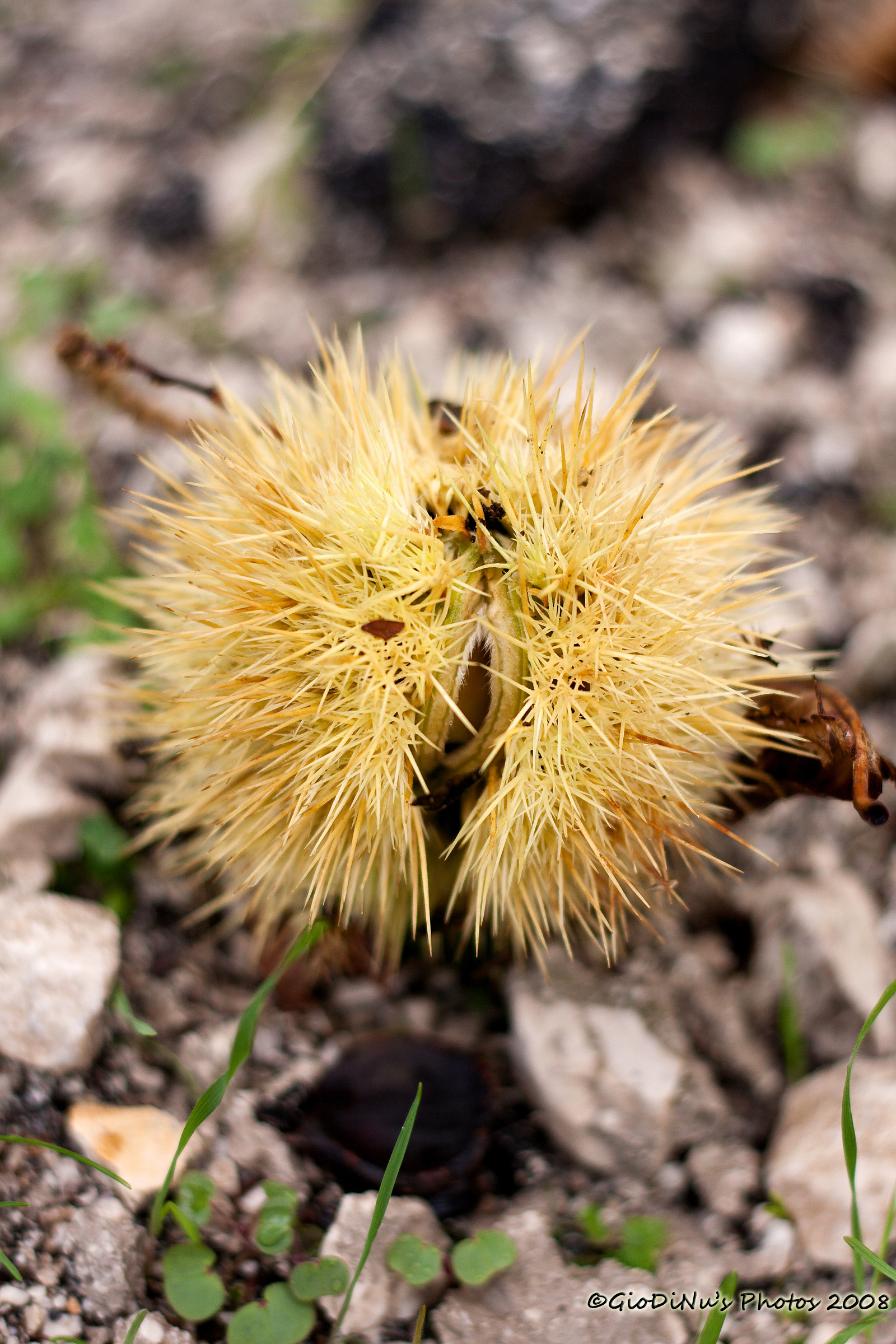
La castagna di Montella

La cucina della Campania  detiene il primato in Italia di prodotti agroalimentari tradizionali riconosciuti dal Ministero delle politiche agricole alimentari e forestali.

### Prodotti DOP e IGP
Secondo i dati del Masaf aggiornati a novembre 2023, la Campania possiede 28 prodotti DOP e IGP e si colloca al settimo posto tra le regioni italiane con il maggior numero di prodotti DOP e IGP, dietro a Lazio (29 prodotti), Toscana (32 prodotti), Lombardia (34 prodotti), Veneto (36 prodotti), Sicilia (36 prodotti) ed Emilia-Romagna (43 prodotti).
I prodotti tipici campani cui è riconosciuto il marchio IGP :
- Carciofo di Paestum (provincia di Salerno)
- Mela annurca (province di Caserta, Napoli e Benevento)
- Castagna di Montella (provincia di Avellino)
- Castagna di Roccamonfina
- Nocciola di Giffoni (provincia di Salerno)
- Limone Costa d'Amalfi (provincia di Salerno)
- Limone di Sorrento
- Pasta di Gragnano (città metropolitana di Napoli)
- Marrone di Roccadaspide
- Albicocche Vesuviane
- Vitellone Bianco dell'Appennino Centrale
- Rucola della Piana del Sele
- ciliegia di Bracigliano
- Fico Bianco del Cilento

Sono invece prodotti DOP:

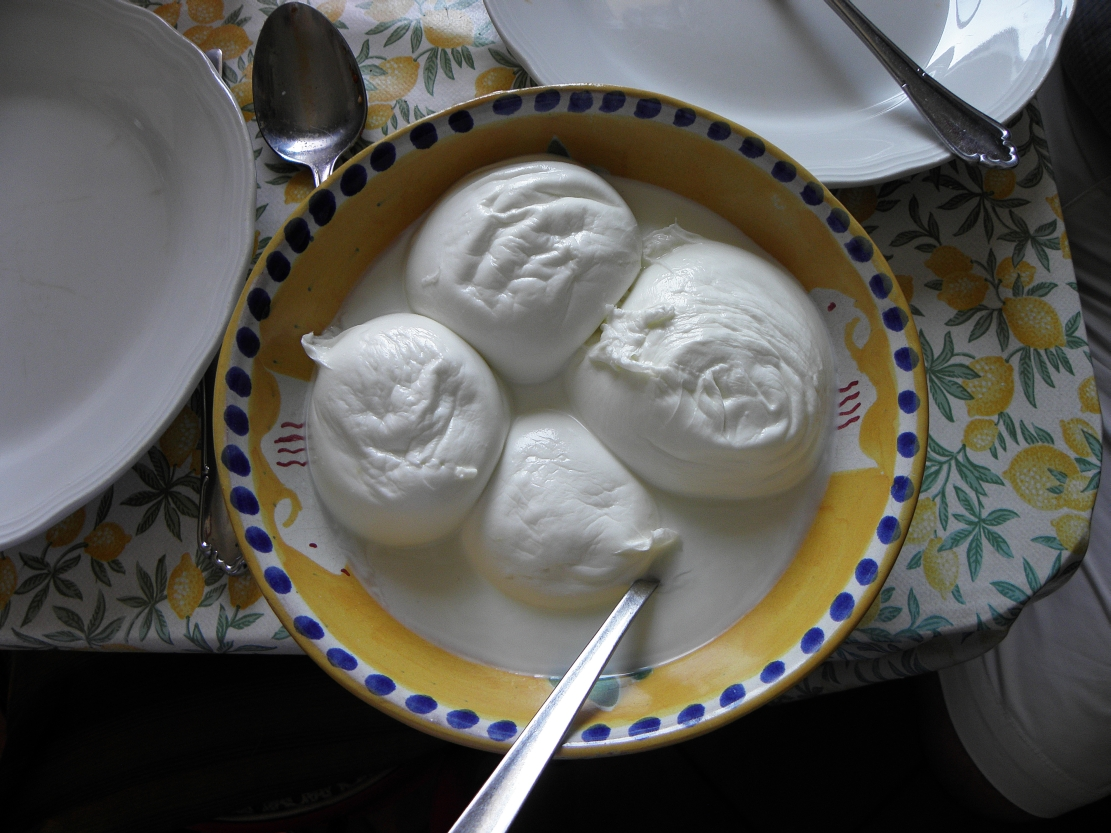
La mozzarella di bufala

- Mozzarella di bufala (nelle province di Caserta, Napoli e Salerno)
- Caciocavallo Silano
- Fico bianco del Cilento
- Olio Extravergine di oliva del Cilento
- Olio Extravergine di oliva colline Salernitane
- Olio extravergine di oliva Irpinia - Colline dell'Ufita
- Olio extravergine di oliva Penisola Sorrentina
- Olio extravergine di oliva Terre Aurunche
- Cipollotto nocerino (nella valle del Sarno, tra le province di Avellino, Napoli e Salerno)
- Pomodoro San Marzano (nelle province di Avellino, Napoli e Salerno)
- Pomodorini del piennolo (nell'area vesuviana, Napoli)
- Provolone del Monaco (città metropolitana di Napoli)
- Ricotta di bufala campana (nelle province di Caserta, Napoli e Salerno)
- Olio extravergine d'oliva Irpinia - Colline dell'Ufita (provincia di Avellino)

Specialità Tradizionale Garantita (STG) Reg. CE 509/06
- Mozzarella
- Pizza napoletana

### Vini DOCG e DOC
Per quanto concerne il settore vitivinicolo, la Campania vanta 19 vini DOP (15 vini DOC e 4 vini DOCG), collocandosi al decimo posto tra le regioni italiane con il maggior numero di vini DOP.
VINI D.O.P./D.O.C.G. (Denominazione di Origine Controllata e Garantita)
- Taurasi
- Greco di Tufo
- Fiano di Avellino
- Aglianico del Taburno

VINI D.O.P./D.O.C. (Denominazione di Origine Controllata)
- Ischia
- Capri
- Vesuvio
- Cilento
- Falerno del Massico
- Castel San Lorenzo
- Aversa
- Penisola Sorrentina
- Campi Flegrei
- Costa d'Amalfi
- Galluccio
- Sannio
- Irpinia
- Casavecchia di Pontelatone
- Falanghina del Sannio

VINI AD INDICAZIONE GEOGRAFICA TIPICA (I.G.T.)
- Colli di Salerno
- Dugenta
- Epomeo
- Paestum
- Pompeiano
- Roccamonfina
- Beneventano
- Terre del Volturno
- Campania
- Catalanesca del Monte Somma

## Tipi di pasta
La Campania da secoli esercita un ruolo di primissimo piano nella diffusione della pasta. Le prime tracce di pasta in Campania risalgono alla fine dell’XI secolo ad Amalfi grazie ai forti traffici commerciali con il mondo arabo, da cui si apprese la tecnica dell'essiccazione della pasta. Nel XVII secolo le epidemie che colpirono il capoluogo e il territorio circostante fecero lievitare il prezzo della carne, costringendo le masse a nutrirsi della pasta che poteva essere prodotta a basso costo. Bisogna aspettare gli ultimi decenni del '700 per assistere a una massiccia fioritura di pastifici che fece della Campania la capofila nell'industrializzazione della pasta (la Campania è tuttora la prima regione italiana per la produzione di pasta asciutta).

### Pasta secca
- Caccavelle
- Candele
- Cannelloni
- Conchiglioni
- Ditali
- Elicoidali
- Ferrazzuoli
- Fusilli
- Fusilli bucati
- Lasagne
- Lagane
- Mafalde
- Mezzani
- Mezzanelli
- Mezzi Paccheri
- Mista Lunga
- Occhi di lupo
- Paccheri
- Perciatelli
- Rigatoni
- Spaghetti
- Tortiglioni
- Vermicelli
- Ziti

### Pasta fresca
- Cannazze (Calitri)
- Carrati (Pietraroja e Valle Telesina)
- Cicatielli (Irpinia)
- Crusicchi (Caggiano)
- Maccaronara (Irpinia)
- Matasse (Caposele)
- Ndunderi (Minori)
- Parmittiedi (Teggiano)
- Pettole (alto Casertano)
- Ricci o Fusilli Furitani (Costiera Amalfitana)
- Scialatielli (Costiera Amalfitana)
- Triddi (Rofrano)
- Trilli (Trevico e Vallesaccarda)

## Latticini e formaggi
- Bebè di Sorrento
- Bocconcini alla panna di bufala
- Burrini e burrata di bufala
- Burro di bufala
- Caciocavallo affumicato
- Caciocavallo del Matese
- Caciocavallo di bufala
- Caciocavallo di grotta del Cervati e delle gole di Pertosa
- Caciocavallo di Castelfranco
- Caciocavallo irpino di grotta
- Caciocavallo podolico
- Caciocavallo stagionato di grotta del Tanagro
- Caciocchiato
- Cacioricotta caprino del Cilento
- Caciotta di capra dei Monti Lattari
- Caciottina canestrata di Sorrento
- Caprino conciato del Montemaggiore
- Caso conzato
- Casomaturo del Matese
- Caso Vallicelli
- Casoperuto e marzolino
- Casuforte di Statigliano, cacioforte, casoforte
- Casu re pecora del Matese
- Fior di latte
- Fior di ricotta di Ponte Persica
- Formaggio caprino del Cilento
- Formaggio duro di latte di pecora, capra e vacca
- Formaggio morbido del Matese
- Juncata
- Manteca
- Manteca del Cilento
- Mascarpone di bufala
- Mozzarella di bufala campana
- Mozzarella nella mortella
- Pecorino del Monte Marzano
- Pecorino bagnolese
- Pecorino di Carmasciano
- Pecorino di Laticauda
- Pecorino di Vitulano
- Pecorino di Pietraroja
- Pecorino salaprese
- Primosale stagionato di Cuffiano
- Provola affumicata
- Provola affumicata di bufala
- Provolone del Monaco
- Riavulillo
- Ricotta di fuscella
- Scamorza
- Scamorza di bufala
- Scamorza di Montella
- Scamorzini del Matese
- Scamosciata
- Stracchino di bufala
- Stracciata
- Stracciata del Matese
- Treccia
- Treccia di Montella

## Piatti tipici

### Primi piatti e piatti unici

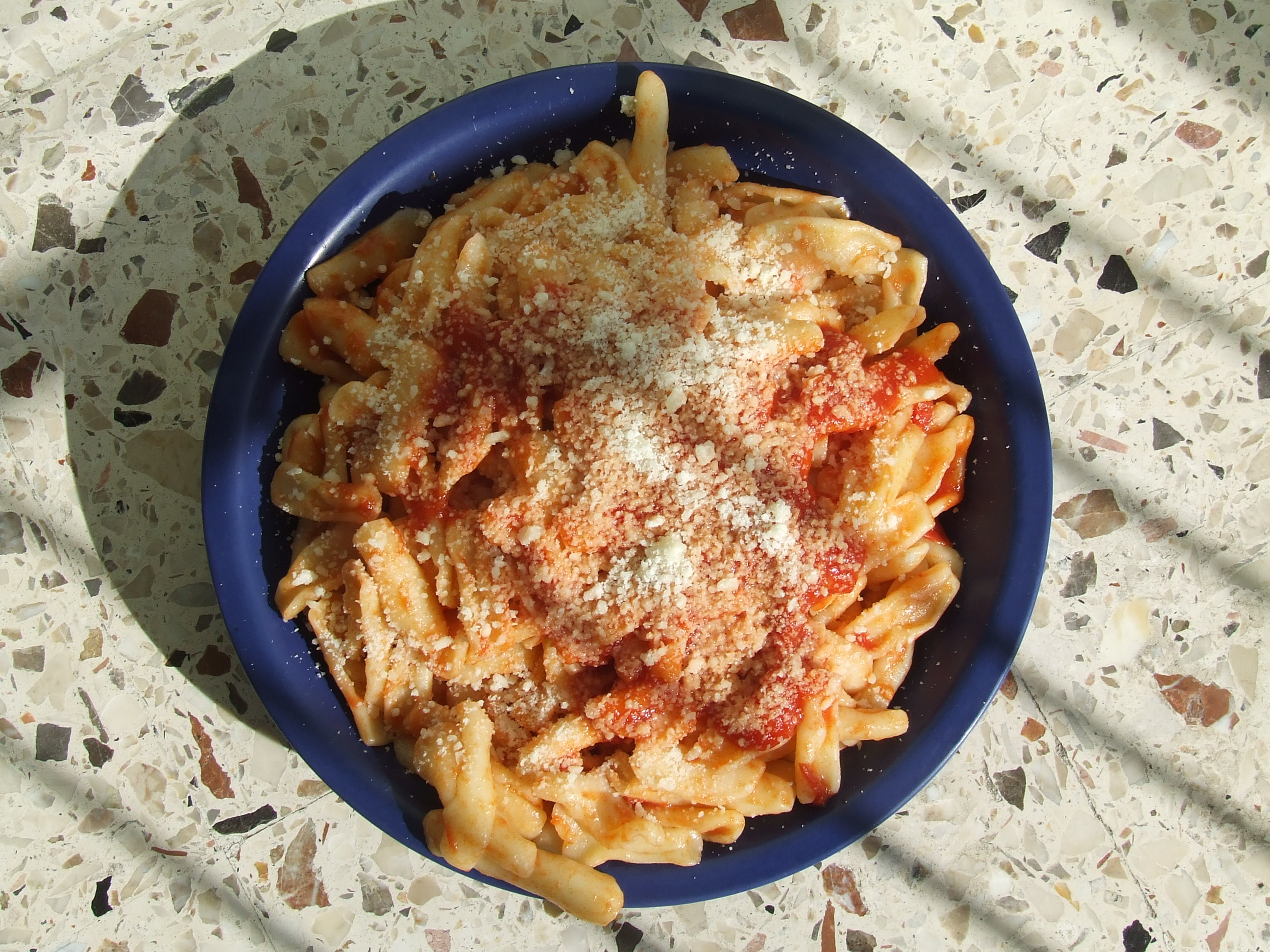
Un piatto di crusìcchi, cavatelli tipici della cucina di Caggiano

Nei primi piatti della Campania, la pasta campana è molto presente. Sotto viene riportato un elenco di primi piatti che la prevedono e non:
- Accio e baccalà (Irpinia)
- Asparagi a sciusciello (zuppa tipica del Cilento)
- Bucatini all'Avellinese[6]
- Bucatini alla Caporalessa (furono preparati per la prima volta nella storica osteria positanese “‘O Capurale”, le cui origini risalgono al 1895 e gestita da Maria D’Urso, detta la “caporalessa” e da suo marito. Gli ingredienti base sono le melanzane, la provola, i pomodori pelati, le olive, i capperi, il basilico e il parmigiano grattugiato)[7]
- Calamarata (Napoli)
- Calzone al forno
- Cardone, piatto tipico della provincia di Benevento
- Cauraro: zuppa tipica di Pisciotta a base di alici e verdure.[8]
- Ciarella: zuppa povera a base di uova e cipolla, tipica dell'area flegrea.
- Ciauliello: piatto della tradizione contadina, tipico di Eboli[9].
- Cicatielli co'pulieio(Mirabella Eclano, irpinia), una pasta fresca abbastanza piccola che viene arrotolata con un solo dito, creata a base di sugo di pomodoro, e il pulieio(una menta campestre molto aromatica) e peperoncino piccante, una variante è con l'aggiunta del "pezzente", che è una salsiccia di interiora di maiale[10].
- Cicci Maritati (Cilento)
- Coppola di Garibaldi: riconducibile alla tradizione aristocratica napoletana dell'800, è una crostata di fettuccine avvolta da una crosta di prosciutto cotto e farcita da besciamella, mozzarella, funghi e piselli.
- Cuccìa: piatto "povero" tipico del Cilento, è una minestra composta da vari legumi (fagioli, ceci, grano, mais e altri in base alle varianti locali) cotti separatamente e riuniti poi assieme nel piatto assieme a una fetta di pane abbrustolito.
- Curiuli (Valle del Titerno e in particolare Cerreto Sannita e San Lorenzello)
- Cuzzetiello è un panino ma non in senso stretto, più che altro il pane casereccio diviene un contenitore per il ragù. Infatti, l’usanza vede che una delle due estremità del pane cafone venga privato della mollica in modo tale che la crosta croccante divenga una sorta di piatto fondo per contenere ingredienti tipici della tradizione napoletana. La tradizione vuole che a farcire il pane siano le polpette con il sugo al ragù ma col passare del tempo da questa ricetta classica e tradizionale sono nate diverse varianti:Alla Parmigiana,provola salsiccia e friarielli,Spezzatino e patate...
- Frittata di pasta: è uno dei piatti di riciclo tipici della Napoli borbonica.
- Frittata di scammaro: altro piatto di riciclo della Napoli borbonica, la sua particolarità è quella di essere una frittata senza uova[11].
- Fusilli alla sannazzarese (Bracigliano)
- Gattò di patate
- Gnocchi alla sorrentina
- Lasagne di carnevale napoletane
- Lagane cicer' e baccalà, pasta di farina di grano duro, consistenza di una pappardella, ma più corta,cotta con ceci o "cecerchie", e baccalà, può essere aggiunto anche il peperone crusco (irpinia)
- Mallone con broccoli, patate e pizza di mais (Irpinia)
- Manfredi con ragù e ricotta (Napoli e dintorni)
- Minestra caggianese[12]
- Minestra di cocozza longa (Lagenaria longissima), tipica del Cilento
- Minestra maritata, minestra composta da una selezione di ortaggi con aggiunta di salsicce, muso e piede (o' père e o' muss) di maiale, carne di manzo e gallina.
- Maracucciata (Camerota e Lentiscosa)
- Paccheri al coccio (Napoli e dintorni)
- Paiocca di Pellezzano[13]
- Panorra  (Province di Caserta e Benevento)
- Panuozzo (Gragnano)
- Parigina, un mix tra una pizza e un rustico, perché ha una base morbida di pasta per pizza, una farcitura filante di provola, prosciutto cotto e pomodori, e il tutto è ricoperto da uno strato friabile di pasta sfoglia.
- Pasta al gratin: è un piatto retaggio della cucina di corte propinata dai monzù, consiste in un timballo di maccheroni ricoperto di pan grattato e farcito con besciamella, prosciutto, mozzarella, piselli e altri ingredienti; si differenzia dalla tradizionale pasta al forno per la consistenza, infatti sotto lo strato croccante della gratinatura non si presenta come un corpo solo ma come una pasta sciolta, morbida e filante.[14].
- Pasta al pomodoro
- Pasta alla Montglas (piatto d'estrazione aristocratica)
- Pasta al Ragù napoletano (Napoli)
- Pasta alla Bolognese (Napoli)
- Pasta alla Campolattaro: si tratta di un primo piatto inventato nel secondo '800 dal monsù di casa Capomazza dei marchesi di Campolattaro; la ricetta è riportata anche da Jeanne_Carola_Francesconi nella sua La Cucina Napoletana.
- Pasta alla Genovese (Napoli)
- Pasta alla Genovese di Mare: è una variante moderna sempre più diffusa nei ristoranti napoletani, caratterizzata dalla sostituzione del girello di manzo o vitello con il polpo o il tonno)
- Pasta alla Lardiata
- Pasta alla Monteroduni: il nome deriva dal fatto che fu inventato dal monzù di casa Pignatelli dei principi di Monteroduni; il tipo di pasta tradizionalmente usato in sono i vermicelli.[15]
- Pasta allo scarpariello (primo piatto povero, conteso tra Napoli e Aversa)
- Pasta cacio e uova
- Pasta d'o gravunaro (Napoli)
- Pasta e ceci
- Pasta e lenticchie
- Pasta e patate (alla quale si aggiungono tradizionalmente le scorze di parmigiano o più recentemente la provola)
- Pasta e zucca
- Pasta e fagioli (talvolta con l'aggiunta delle cozze)
- Past'e'llessa, ovvero pasta con le castagne lesse (Macerata Campania)
- Pasticcio caggianese
- Pastiere montorese
- Penne alla padulana[16]
- Pennette all'Ogliarese: è un primo piatto tradizionale di Salerno, a base di zucca decorticata, zucchine e guanciale e condito da pepe e formaggio grattugiato[17].
- Peperoni ripieni
- Perciatelli alla Principe di Napoli
- Pizza di Farinella (Bacoli)[18]
- Pizza di San Martino: tipica di Fragneto l'Abate, viene preparata appositamente per la festa di San Martino[19].
- Pizza di scarola
- Pizza migliazza cu li frittole (Irpinia)[20].
- Pizza napoletana: è il piatto simbolo della cucina campana e anche dell'intera cucina italiana. Le tre pizze più tipiche e storiche sono: la Margherita, la marinara e la Mastunicola (la più antica, con strutto, formaggio grattugiato, basilico e pepe).
- Ravioli Capresi
- Riso e verza
- Scarola Imbottita
- Sartù di riso (Napoli)
- Scarpella di Castelvenere[21].
- Spaghetti aglio e olio (Napoli e Salerno)
- Spaghetti alla Ciamurra (Capri)
- Spaghetti alla Chiummenzana (Capri)
- Spaghetti alla Nerano: questo piatto venne inventato negli anni '50 in un ristorante dell'omonima frazione di Massa Lubrense ed è diventato ben presto un classico della cucina campana. Consiste in degli spaghetti con zucchine fritte e provolone del Monaco che vanno a mantecarsi fino a che non si crei un fondo "cremoso".
- Spaghetti alla palinurese (Cilento)
- Spaghetti alla pescatora povera: primo piatto "povero" di Procida a base di alici, peperoncini verdi e pomodorini[22].
- Spaghetti alla puttanesca: gli spaghetti alla puttanesca sono un celebre primo piatto originario della cucina napoletana, detto anche semplicemente «aulive e cchiapparielle» (olive e capperi).
- Spaghetti alla San Gennaro (piatto tradizionale povero napoletano, amato da Totò)
- Spaghetti alle vongole (Napoli e zone costiere)
- Spaghetti allo scoglio (Napoli e zone costiere)
- Spaghetti con le Canocchie (Procida)
- Spaghetti con la colatura di alici (Cetara)
- Spaghetti interrati o atterrati (Costiera Amalfitana)[23]
- Stufati di Teggiano
- Taddi e fave (minestra tipica del Cilento)
- Tagliatelle all'acciacata (alcuni comuni dell'Irpinia)[24]
- Timballo Flammand (o Cerino di Bucatini; Napoli)
- Timpano del Cardinale: è uno dei timballi riconducibili alla cucina aristocratica napoletana dell'800[25].
- Vermicelli pertosani
- Zuppa (di trippa) alla marescialla (Napoli)
- Zuppa cicciata (Cilento)
- Zuppa di carnacotta (Napoli)
- Zuppa di cozze
- Zuppa di fagioli alla maruzzara (Napoli)
- Zuppa di fagioli e scarole
- Zuppa di San Prisco (Nocera Inferiore)
- Zuppa di soffritto (Napoli)

### Secondi piatti
- Alici alla Maruzzella (Cilento)[26]
- Alici ammolicate
- Alici arreganate[27]
- Alici indorate e fritte
- Alici marinate[28]
- Alici 'mbuttunate o 'nchiappate: secondo piatto tipico del Cilento, in particolare di Pisciotta[29].
- Ammugliatielli[30].
- Baccalà alla cannaruta: è una ricetta napoletana di matrice aristocratica, caduta un po' in disuso, ma ancora propinata da alcuni ristoranti napoletani; il baccalà, infarinato e fritto, viene ripassato in padella con cipolla, noci, pinoli e uvetta e infine sfumato col vino bianco[31].
- Baccalà alla perticatora (Irpinia)[32].
- Baccalà in cassuola alla napoletana
- Braciola di capra (Vallo del Sarno)
- Braciola di maiale al ragù[33].
- Caponata alla napoletana
- Carne di maiale al latte[34]
- Carne alla Genovese
- Carne alla pizzaiola: originaria della cucina napoletana, è frequentemente sostituita anche con la provola o il fior latte.
- Catanazzo di Giovi: piatto povero tradizionale di Salerno, il cui ingrediente principale è la trippa.
- Cavolfiore dello Zingaro
- Ciambotta
- Coniglio all'Ischitana
- Anguilla e capitone marinata (Napoli)
- Filoscio napoletano
- Impepata di cozze (Napoli)
- Insalata di limoni pane: i limoni pane sono tipici di Procida e sono riconosciuti dal Ministero dell'Agricoltura per le loro caratteristiche uniche, concernenti le dimensioni, lo spessore superiore alla norma dell'albedo e un sapore non troppo acidulo. L'insalata si ottiene rimuovendo la scorza del limone, tagliando a fettine l'albedo con la polpa e le cipolle rigorosamente bianche e condendola con olio, sale, menta e peperoncino.
- Insalata di mare
- Insalata di polpo
- Insalata di rinforzo (Napoli)
- Insalata di tartufo  (Bagnoli Irpino)[35]
- Maccatedde: pezzi di carne ammaccati come polpette (da qui il nome) con patate e rape; è una prelibatezza di Gioi Cilento.
- Mantoppola (Montemiletto)[36]
- Maracucciata (Camerota e Lentiscosa)
- Cicci maritati (Cilento)
- Murena alla Caprese
- 'O pere e 'o musso (Napoli)
- Parmigiana di melanzane
- Patan' e cicc (Monte San Giacomo)
- Pesce all'acqua pazza
- Polipetti affogati (Napoli)[37].
- Pollo alla cacciatora
- Polpette alla corradina (Napoli)[38]
- Polpette di Pastinaca: tipica di San Valentino Torio[39].
- Polpette di San Biagio (Cilento)
- Polpette di San Marco:  caratteristiche di Afragola, presentano l'abbinamento di carne suina e bovina con il cavolo cappuccio[40].
- Polpette di San Paolo (Aversa)
- Polpette di San Rocco (Sant'Agnello)
- Polpo alla luciana: è uno dei classici della cucina napoletana. Il polpo viene cotto nella sua stessa acqua dentro una casseruola con sugo di pomodoro, olive nere di Gaeta, capperi e aglio e condito a fine cottura con pepe e prezzemolo tritato.
- P'ttera[41](area dei Monti Trebulani, provincia di Caserta.
- Salsicce e friarelli
- Samurchio[42]
- Sarchiapone di Atrani (il «Sarchiapone» di Atrani è un piatto che le massaie di un tempo preparano prevalentemente nel giorno della ricorrenza di Santa Maria Maddalena patrona appunto del piccolo borgo della Costiera Amalfitana. L’ingrediente principe di questa ricetta è la zucca lunga, che viene servita con una farcitura di carne, ricotta e uova a pezzetti inserita nella zucca verde lunga, precedentemente svuotata della parte interna. Tagliata a pezzi, la zucca viene prima fitta poi, insieme con la farcitura, viene passata per poco tempo al forno ricoperta con abbondante pomodoro)
- Seppie primavera[43].
- Sfrionzola (Ottati)[44]
- Spigola alla dama: è una ricetta aristocratica caduta in disuso riportata sia da Ippolito Cavalcanti, sia da Jeanne Carola Francesconi.
- Stoccafisso a fungetiello
- Tomacelle: sono polpette fritte a base di fegato di maiale e rafano, tipiche di Teora.
- Tonno alla Positanese[45]
- Totani alla sorrentina
- Totani e patate: si tratta di un abbinamento tra mare e terra, tipico soprattutto della Costiera Amalfitana.
- Triglie alla delfina
- Trippa fritta: si tratta di trippa di bovino bollita, tagliata a listerelle e mescolata con uova sbattute, pepe e sale, il tutto viene passato nel pangrattato e fritto; è tipica di Roccadaspide[46].
- Uova alla Monachina: altra realizzazione della cucina dei monzù, si tratta di uova sode, farcite con crema ottenuta con tuorli sodi e besciamella densa, poi impanate e fritte. Vengono servite come antipasto[47].
- Uova alla Murzillo 'e prievete
- Uova in Purgatorio: piatto storico della cucina napoletana, presente già nella Cucina teorico-pratica di Ippolito Cavalcanti[48].
- Zaonda (Morcone e paesi limitrofi)
- Zuppa di pesce

### Antipasti, cibo da strada e contorni
- Acquasale (Cilento)
- Bruschetta. La bruschetta è un piatto povero diffuso in tutta Italia, nata dalla necessità che gli agricoltori avevano di conservare il pane, servitïo oggi perlopiù come veloce antipasto
- Canascione
- Caprese: è un antipasto a base di mozzarella di bufala, pomodoro e basilico.
- Casatiello: è una tipica torta rustica della cucina napoletana preparata nel periodo di Pasqua.
- Conglufi: altro retaggio della cucina di corte dei monzù e meno diffusi rispetto al passato, i conglufi sono delle paste brioche salate, dalla forma non dissimile dal babà, farcite con besciamella, prosciutto, mozzarella, piselli e funghi)[49].
- Crocchè di patate o panzerotti
- Danubio
- Fioroni (Morcone)
- Frittatina di pasta (Napoli)
- Frittelle di alghe (Napoli)
- Frittelle di pasta cresciuta (Napoli)
- Frittelle con i fiori di zucca (Napoli)
- Friggitelli alla napoletana
- Melanzane a barchetta
- Melanzane a funghetti
- Melanzane a 'ppullastiello
- Migliaccielli (Napoli)
- Milza (meveza 'mbuttunata) imbottita cotta nell'aceto (Salerno)
- Mozzarella in carrozza: nato a Napoli come "piatto di riciclo", consiste in fette di mozzarella racchiuse dentro due fette di pane in cassetta, le quali sono passate nell'uovo e nel latte e poi fritte.
- Paddoccole: specie di crocchette ripiene di patate, uova e formaggio caprino (Cilento)
- Pagnotta di Santa Chiara (Napoli)[50]
- Palla di riso: è la variante napoletana dell'arancino siciliano.
- Panino napoletano[51].
- Peperoncini ripieni al tonno[52]
- Pizza alla Campofranco (Napoli)
- Pizza del Monacone (si tratta di una pizza rustica tipica di Capri)
- Pizza parigina: è una pizza rustica farcita con pomodoro, formaggio, prosciutto e poi coperta con una croccante pasta sfoglia; non c'entra nulla la città di Parigi in quanto per la prima volta sarebbe stata preparata in onore della Sovrana del Regno delle due Sicilie, da qui prese il nome di parigina tradotto in italiano dal dialetto napoletano “pa’regina”.
- Pizza fritta (Napoli)
- "Pizza "chiena" (ossia pizza piena, una specialità di Cannalonga)
- Pizza Ionna, un contorno a base di farina di semola(grano duro), miscelata con acqua, sale e olio, una volta raggiunta la consistenza solida, viene cotta in forno, usata come contorno per zuppe, salsiccia e friarielli e altri piatti (irpinia)
- Pizza r'erba: rustico pasquale tipico di Avellino e dintorni[53].
- Rustico napoletano (caratterizzato dall'alternanza tra dolce e salato, è un piccolo guscio di pasta frolla dolce farcito internamente con ricotta e salame)[54]
- Taralli di Agerola[55]
- Taralli sugna, pepe e mandorle[56](Napoli).
- Tortano. Viene definito invece tòrtano, la torta rustica soggetta a stessa preparazione del casatiello, ma senza le uova disposte a corona, almeno secondo la teoria della storica Rosamaria Curcio
- Trippa alla Buonocore
- Scagliozzi
- Scarole alla Monachina
- Sciavola (Circello e comuni limitrofi)[57]
- Spiritosa di carote (contorno povero della cucina napoletana, consiste in fette di pastinaca gialla, cotte nell'acqua e poi messe in una salsa forte di aceto, pepe, origano e peperoncino; è citata nel "Ventre di Napoli" di Matilde Serao)
- Struppoli, San Salvatore Telesino[58]
- Zucchine alla scapece (Napoli)
- Zingara (Ischia)

### Dolci
- Babà (Napoli)
- Biscotto all'amarena
- Biscotto di Castellammare
- Bombarda (Avellino e dintorni) [59]

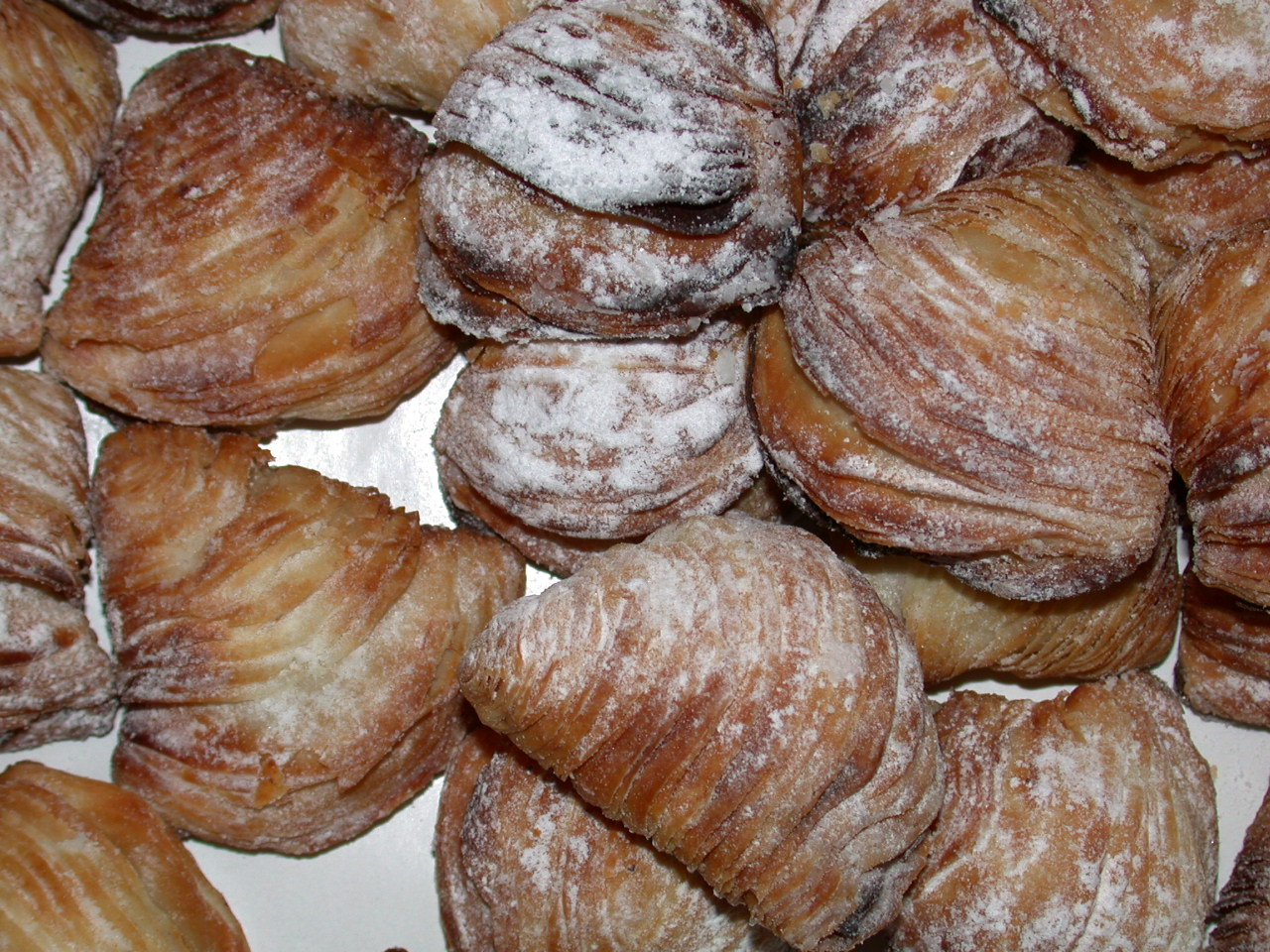
Sfogliatelle

- Cartellate con mosto: sono tipiche della Costiera Sorrentina[60].
- Cartucce napoletane
- Chiacchiere
- Coda d'aragosta
- Coviglia
- Cupeta
- Delizia al limone (Sorrento)
- Deliziosa: consiste in due biscotti di pasta frolla sovrapposti, ricoperti di zucchero a velo e farciti con crema al burro e granella di nocciola. È uno dei "pezzi forti" della piccola pasticceria napoletana.
- Divino Amore: si tratta di dolcetti glassati farciti con mandorle, canditi, uova e confettura di albicocca; vennero inventati nell'omonimo e non più esistente monastero napoletano in età angioina)
- Dolce di San Pasquale (Nocera Superiore)[61]
- Fichi impaccati (Cilento)
- Fiocco di neve. I fiocchi di neve sono dei dolcetti tormentone che stanno spopolando a Napoli; sono stati inventati dalla pasticceria del Rione Sanità, "Poppella". Si tratta di brioche con un ripieno di crema di latte, ricotta e panna. Sono piaciuti talmente tanto che, da allora, molte pasticcerie hanno incominciato a produrli.
- Francesina
- Graffe napoletane
- Guanto Caleno (Calvi Risorta)
- Lingua di Procida: consiste in un dolce di pasta sfoglia farcito con crema al limone.
- Melanzane al cioccolato della Costiera Amalfitana
- Migliaccio
- Ministeriale: venne inventato dalla celebre famiglia pasticcera napoletana degli Scaturchio negli anni '20 del '900; si tratta di un medaglione ricoperto di cioccolato fondente con all’interno una morbida crema al liquore, composta inoltre da ricotta, frutta e nocciola.
- Monachina: è un dolce a forma di mezzaluna, di pasta sfoglia, con ripieno di crema pasticcera e confettura di amarene o amarene sciroppate. Venne creato all'interno del Monastero delle Trentatré situato nel centro storico di Napoli.
- Mustaccioli
- Palle di Ciuccio (Vietri sul Mare)
- Pan brigante: (Piaggine e Valle dell'Angelo)[62].
- Panesiglio (Aversa)
- Pantorrone, è tipico dell'Irpinia[63].
- Pasticella (Acerno)
- Pastiera (Napoli)
- Pietra di San Girolamo (Aversa)
- Pigna[64].
- Pizza Figliata (Pignataro Maggiore e dintorni)
- Pizza roce caggianese[65].
- Pizzichinu (Teggiano)
- Pizzo Panaro (Benevento)[66]
- Polacca (Aversa)
- Pollici del Monaco: sono deliziosi dolcetti, tipici del periodo natalizio, a base di mandorle, farina, miele e scorza d'arancia e ricoperti di cioccolato fondente e diavulilli. Originari di Castellammare di Stabia, il nome suggerisce una probabile origine monastica)
- Prussiana (Napoli)
- Puccellato: è un dolce pasquale tipico di Fragneto l'Abate; le sue origini risalgono al Medioevo.
- Raffiuoli (vennero inventati nel '700 all'interno del monastero napoletano di San Gregorio Armeno)
- Roccocò (la loro ricetta più antica risale al '300 ed è riconducibile al non più esistente monastero napoletano della Maddalena)
- Sanguinaccio
- Scauratielli (Cilento)
- Scazzetta del Cardinale: si tratta di un delizioso dessert creato alla fine dell'800 dal pasticciere salernitano Mario Pantaleone. La torta è costituita da due dischi di pan di spagna che vengono ricoperti da una glassa rossa, bagnati dal rum e farciti con crema chantilly e fragoline.
- Scrippella (prodotta solo a Mondragone: la ricetta si tramanda di madre in figlia e il dolce viene prodotto solo in prossimità dei matrimoni)
- Sfogliatella (la sfogliatella nasce nel XVIII secolo nel conservatorio di Santa Rosa da Lima di Conca dei Marini, non a caso la primigenia versione è detta "Santa Rosa"; agli inizi del XIX secolo il pasticciere napoletano Pintauro si impossessa della ricetta e la modifica, dando vita alla doppia variante riccia e frolla)
- Sospiri al limone (Costiera Amalfitana)
- Spumone
- Struffoli (Napoli)
- Susamielli
- Tennerata: tipica di Castel San Lorenzo e dei paesi limitrofi; si tratta di un dolce composto da rigatoni cotti al dente, che vengono poi amalgamati a un composto di ricotta, latte, zucchero, uova, cannella, vannillina e limone grattugiato[67].
- Testa di moro (Napoli)
- Torrone (Benevento e dintorni)
- Torrone dei Morti (Napoli)
- Torta Caprese: venne inventata nel 1920 dal pasticciere caprese Carmine Di Fiore, il quale dimenticò di aggiungere la farina alla torta a base di cioccolato e mandorle che stava preparando; è tuttora uno dei dessert più apprezzati della tradizione dolciaria campana e numerose sono le varianti, come quella che sostituisce il cioccolato fondente e la buccia d'arancia con il cioccolato bianco e la scorza di limone)
- Torta del Duca (Teggiano)[68]
- Torta Mora (Vitulano)[69].
- Torta pera e ricotta (Costiera Amalfitana)
- Via Col Vento (Napoli) Sono dei dolcetti di pasta choux arricchiti di crema pasticcera che poi vengono cosparsi di zucchero a velo e granella di zucchero. Molte versioni prevedono un angolino del dolce intinto nel cioccolato bianco o nella nutella o in un po' di crema, a voi la scelta.
- Zandraglia (Boscoreale)
- Zeppole di San Giuseppe: gli ingredienti principali sono la farina, lo zucchero, le uova, il burro e l'olio d'oliva, la crema pasticcera, una spolverata di zucchero a velo e le amarene sciroppate per la decorazione. Nella tradizione napoletana esistono due varianti di zeppole di San Giuseppe: fritte e al forno. In entrambi i casi le zeppole hanno forma circolare con un foro centrale dal diametro di 2 cm circa e sono guarnite ricoprendole di crema pasticciera con sopra delle amarene sciroppate. Ci sono varie ipotesi sull'invenzione di questo dolce, riferita sia alle suore di San Gregorio Armeno sia a quelle della Croce di Lucca, sia a quelle dello Splendore, sempre comunque a Napoli. La prima ricetta scritta risale al 1837, nel trattato di cucina napoletana di Ippolito Cavalcanti)
- Zeppola di Nocelleto (Carinola)
- Zeppola Padulese
- Zuppetta: è la variante napoletana della Torta diplomatica

## Bevande

### Bevande analcoliche, distallati, liquori
- Aceto balsamico di fico bianco del Cilento (Cilento)
- Cioccolato al limoncello (Penisola Sorrentina)
- Concerto (Costiera Amalfitana)
- Cremoncello (Costiera Amalfitana)
- Fragolino
- Limoncello (Capri, Costiera Amalfitana, Costiera Sorrentina e Procida)
- Liquore al tartufo nero (Bagnoli Irpino)
- Liquore di amarene
- Liquore di gelse rosse (Provincia di Avellino)
- Liquore di madarino dei Campi Flegrei (Pozzuoli, Bacoli, Monte di Procida, isole di Procida ed Ischia)
- Liquore di mirtillo (Costiera Amalfitana)
- Liquore finocchietto
- Liquore Strega (Benevento)
- Malaca (Guardia Sanframondi)
- Nanassino (Provincia di Salerno)
- Nespolino (Pozzuoli, Bacoli, Monte di Procida, isole di Procida ed Ischia)
- Nocillo (tutta la Campania)
- Liquore di Rucola
- Sciroppo di arancia bionda (Agro Nocerino-Sarnese)
- Sidro di mela Annurca
- Sidro di mela limoncella
- Sidro di pera del Matese (Prata Sannita)
- Vino cotto

### Vini D.O.P/D.O.G.C
- Taurasi
- Greco di Tufo
- Fiano di Avellino
- Aglianico del Taburno
- Falerno del Massico

### Vini D.O.P/D.O.C
- Ischia
- Capri
- Vesuvio
- Cilento
- Falerno del Massico
- Castel San Lorenzo
- Aversa
- Penisola Sorrentina
- Campi Flegrei
- Costa d'Amalfi
- Galluccio
- Sannio
- Irpinia
- Casavecchia di Pontelatone
- Falanghina del Sannio

### Vini I.G.T
- Colli di Salerno
- Dugenta
- Epomeo
- Paestum
- Pompeiano
- Roccamonfina
- Beneventano
- Terre del Volturno
- Campania
- Catalanesca del Monte Somma

## Proverbi campani legati alla cucina
- dicette 'o pappicio vicino 'a noce: damme tiempo ca te spertoso (disse il tarlo alla noce: dammi tempo che ti buco (lat. gutta cavat lapidem)
- Fravule e presotte e i fessi ce vanno pe' sotte (tra fragole e prosciutto il più buono paga per tutti)
- Ll'ommo adda essere comm'ò presutto: né troppo grasso né troppo asciutto (l'uomo deve essere come il prosciutto non troppo grasso non troppo magro)
- astìpete 'o milo pe' quann tiene sete (conservati una mela per quando hai sete, cioè non scialacquare come la cicala)
- tiene a' vocca 'e zuccaro (hai la bocca come lo zucchero, cioè quando parli fai incantare)
- si proprio na galletta 'e Castiellammare (sei come i biscotti di Castellammare di Stabia, cioè sei duro di carattere)
- n'aggio spugnato 'e galletta 'e Castiellammare io! (ne ho ammorbiditi io di biscotti di Castellammare di Stabia, cioè di persone dure di carattere!)
- 'a capa è na sfoglia 'e cepolla (la testa, quindi l'intelletto e i suoi pensieri, è come una sfoglia di cipolla, cioè fatta a strati, ognuno nasconde quello sottostante e quindi di difficile interpretazione)
- aglje, fravagljie, fattura ca' nun quaglje, corne e bicorne, cap'alice e capa d'aglje (antica formula di scongiuro contro la malasorte)
- cavurara vecchia, vrognole e pertose (come la pentola vecchia ha ammaccature e buchi, così la persona anziana ha sempre qualche piccolo o grosso malanno quale traccia del tempo)
- a tiana rotta, cient'anne pa' casa (la pentola rotta dura cento anni: proprio perché è rotta, non la si usa e quindi può durare a lungo)
- quanno 'a gallina scacateja è ssigno ca à fatto ll'uovo (gallina che starnazza ha fatto l'uovo: lat. excusatio non petita, accusatio manifesta)

### Epiteti ed espressioni ingiuriose
- cachisso 'nzuvarato! (espressione comico-ingiuriosa rivolta a persona tanto sgradita quanto può esserlo un kaki acerbo)
- sì 'nu piatto vacante (locuzione metaforica che si rivolge a persone di cui si ritiene inutile l'esistenza, al pari di un piatto vuoto)
- cuoppo allessa! (lett. cartoccio di castagne lesse, riferito a persona insulsa)
- spernocchia (lett. cicala di mare, per traslato, donna coriacea, scostante)
- fai marènna a sarachiéllo (lett. fai merenda con le alici salate, nel senso di accingersi a fare una grande fatica con scarsi risultati)
- tène 'a mangiatòra vàscia (lett. ha la mangiatoia in basso, quindi è una persona che è abituata ad avere abbondante disponibilità di cibo)
- haje 'a fà 'a fine d'o puorco  (lett. devi fare una brutta fine quale quella del maiale)
- eh! si' ghiùto a Puòrtece pe' 'na rapesta ( lett. Sei andato fino a Portici per una rapa, detto a chi ha fatto una gran fatica per un risultato scarso).

## Cucina campana nei media
La ricchezza dei prodotti della cucina campana, quale parte integrante della cucina tipicamente mediterranea, è da sempre oggetto di attenzione da parte di giornali e riviste specializzate. Nel corso degli ultimi anni sono diversi gli chef campani che ne hanno esaltato la genuinità dei prodotti in televisione. Tra questi possiamo ricordare diversi chef stellati, divenuti anche personaggi televisivi, come Antonino Cannavacciuolo, Gennaro Esposito o Rosanna Marziale, oppure i maestri pasticcieri Alfonso Pepe e Sal De Riso. In totale, attualmente in Campania vi sono 44 ristoranti premiati con almeno una stella Michelin. La popolarità della cucina campana trova spazio anche sui social network, grazie a nuovi personaggi della cucina popolare come Peppe Di Napoli.